# 同志社混声合唱団こまくさ
同志社混声合唱団こまくさ（どうししゃこんせいがっしょうだん こまくさ）は、同志社大学及び同志社女子大学の学生により構成される混声合唱団である。

## 概要
1969年に「同志社おんちこおらすこまくさ」として創団され、1975年に現在の名に改称した。団員は2016年現在およそ80名在籍しており、全国有数の規模を誇る合唱団である。毎年5月下旬頃にある京都合唱祭、夏のジョイントコンサート（または単独のサマーコンサート）、12月の定期演奏会を活動の主体としている。
現在、同団は合唱指揮者の浅井敬壹および鈴木捺香子の指導を受け、大人数の強みを活かしたダイナミックかつ繊細な演奏を披露している。また、2001年、2002年には高嶋昌二の指揮のもと、全日本合唱コンクールにおいて二年連続で金賞を受賞している。